# Enguídanos (kommun)
Enguídanos är en kommun i Spanien.   Den ligger i provinsen Provincia de Cuenca och regionen Kastilien-La Mancha, i den centrala delen av landet, 200 km öster om huvudstaden Madrid. Antalet invånare är 375.